# Chiesa di San Donato dei Vecchietti
La chiesa di San Donato dei Vecchietti, già San Donato in Verzaia, era un edificio religioso del centro storico di Firenze. Sorgeva su , davanti al palazzo della famiglia Vecchietti tuttora esistente, e venne distrutta nel 1892 all'epoca del "Risanamento" del Mercato Vecchio.

## Storia

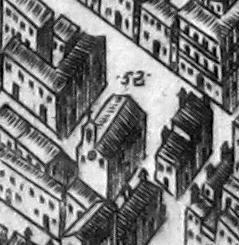
La chiesa sulla pianta del Buonsignori

La prima menzione della chiesa risale al 1067 come "in Verzaia", cioè presso un orto-frutteto, mentre in una carta dell'Archivio capitolare di Firenze del 1275 è chiamata "de Vecchiis", a testimoniare un termine ante quem per l'aquiosto del patronato da parte della famiglia Vecchietti. Come dimostrato al tempo delle demolizioni, la chiesa era sorta sulle rovine delle terme romane a ovest del Campidoglio, ed era originariamente orientata con l'altare ad est, tipico delle chiese paleocristiane, spostato poi a ovest tra XIII e XIV secolo.
Fu collegiata dotata di canonici e faceva parte delle trentasei parrocchie della cerchia antica di Firenze, citata anche con illustrazione nel Codice Rustici.
Abbellita più volte dalla famiglia, il restauro più importante di essa risale al 1584-1590, quando Bernardo Vecchietti, per disposizione testamentaria, la fece ammodernare da Giambologna, autore dell'altare maggiore e dello stemma Vecchietti sulla facciata, nello stesso periodo in cui ristrutturava il palazzo di famiglia e le case dei vecchietti sul lato nord della piazzetta della chiesa. 
Nel 1708 venne di nuovo restaurata, per essere poi soppressa nel 1785. Fu ridotta a magazzini e poi demolita con la sistemazione di via dei Vecchietti nel 1892. 

## Descrizione

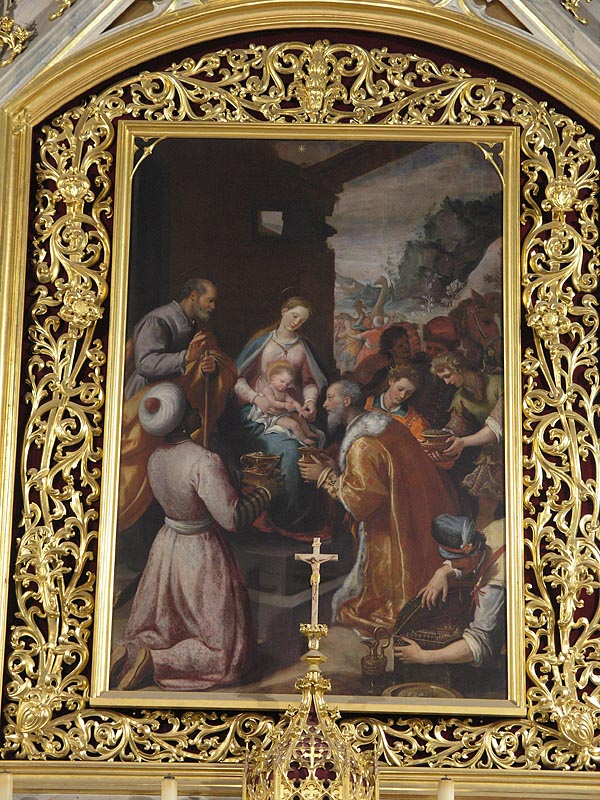
La pala di Santi di Tito, oggi in Polonia

La facciata era decorata da un grande stemma Vecchietti, attribuito al Giambologna e oggi nel corridoio di uscita del Museo di San Marco. La lunetta del portale principale aveva un San Donato d'Arezzo che prifica un pozzo scacciando un drago di Giovanni della Robbia (1530 circa), identificabile in un'opera oggi al museo di Princeton. La porta laterale aveva invece una consunta lunetta affrescata con la Madonna col Bambino, oggi nel Museo di San Marco. 
L'altare maggiore aveva due capitelli ionici dell'epoca del Giambologna (oggi i capitelli sono nel lapidario del Museo di San Marco) e una pala con l'Adorazione dei Magi di Santi di Tito. Quest'ultima, considerata a lungo dispersa, venne identificata nel 1982 con un'opera nella chiesa di San Martino a Krzeszowice presso Cracovia, firmata e datata 1596. Il vistoso colletto d'ermellino di uno dei Magi sarebbe un'allusione allo stemma dei Vecchietti (a cinque ermellini) e confermerebbe la provenienza da San Donato.
L'altare di destra appartenne ai della Lastra, col sepolcro di Neri di Gherardo della Lastra datato 1290, e una pala seicentesca con la Madonna col Bambino tra i santi Francesco e Filippo Neri, dispersa. Quello di sinistra era ornato da una tavola dello Sposalizio mistico di santa Caterina d'Alessandria e da una grata dietro la quale si vedeva un Cristo piagato, coronato di spine e con le mani legate oggetto di devozione popolare, come ricondano il Richa e il Del Migliore (opere oggi disperse).
Il soffitto della chiesa, originariamente con capriate a vista, nel 1708 fu coperto da una volta affrescata da Niccolò Nannetti con quadrature di Rinaldo Botti, con Gloria di San Donato recante la data e il nome del committente, il priore Mariano Riccardi. In facciata si trovava un bassorilievo robbiano con il santo titolare.
Altri arredi superstiti vennero raccolti nel Museo di San Marco, tra cui un ciborio, porte del XV secolo, stemmi con iscrizioni funerarie, frammenti di acquasantiera, una statuetta acefala e un affresco col Crocifisso tra i dolenti.

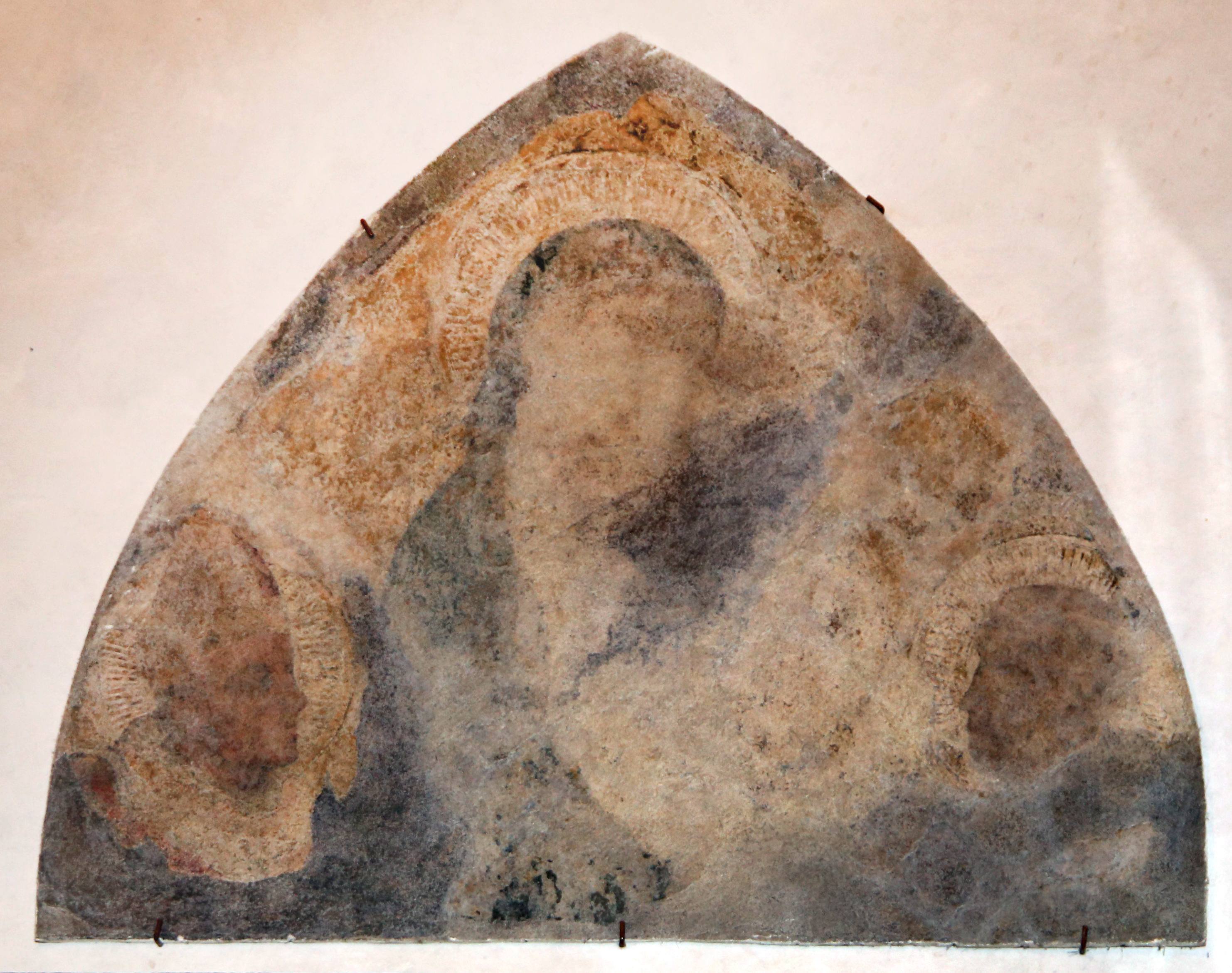
Lunetta dal portale laterale, Museo di San Marco
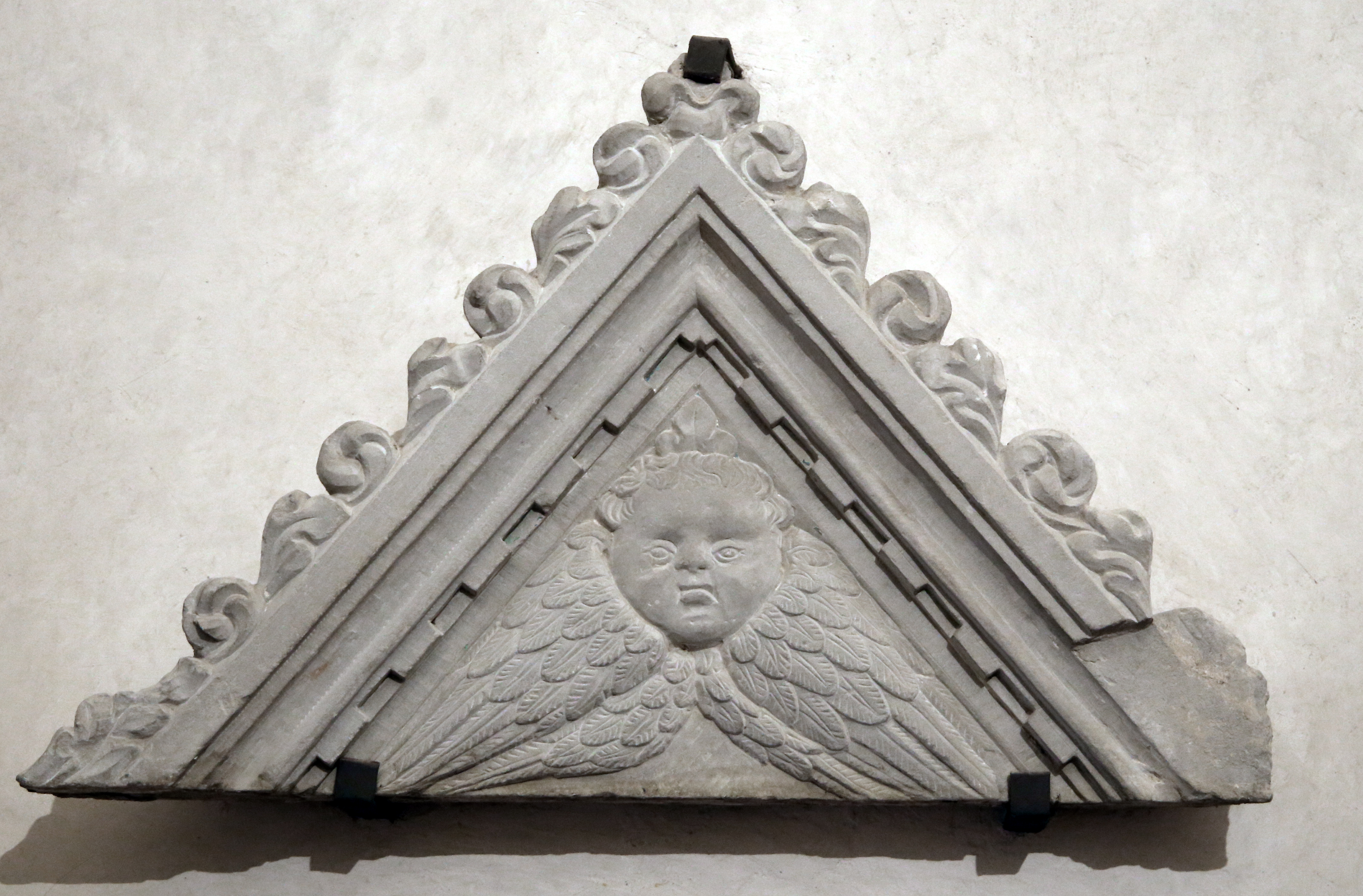
Cuspide di tabernacolo con cherubino, 1390-1410 circa, oggi nel Museo di San Marco
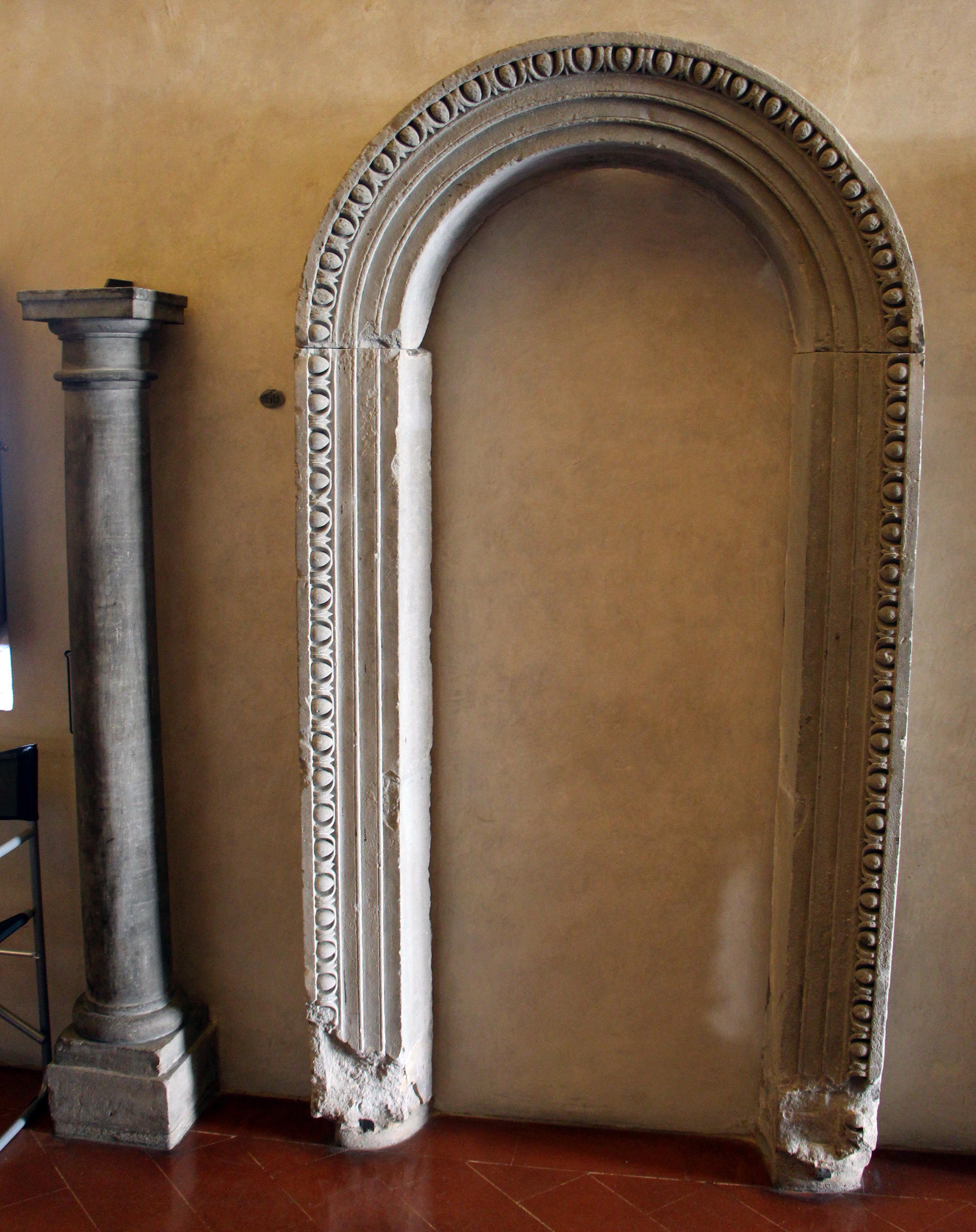
Cornice della porta della sagrestia, Museo di San Marco